# Pod virtual gaming
pod virtual gaming (gegründet als ping-of-death) zählt zu den ältesten und traditionsreichsten E-Sport-Clans Deutschlands. Der Clan wurde am 15. November 1997 gegründet und war anfangs ein reiner Quake-Clan. pod spielte seit der ersten Saison Counter-Strike in der ESL Pro Series und stieg 2009 aus der Liga ab.

## Erfolge

### Counter-Strike
- CPL Holland 2001: Platz 2
- ESL Pro Series Deutschland I: Platz 3
- ESL Pro Series Deutschland X: Platz 3
- ESL Pro Series Deutschland XII: Platz 4

### Live for Speed
- ESL Pro Series Deutschland IX: Platz 1
- Intel Racing Tour 2008: Platz 2

### Enemy Territory
- ET Germany Cup 2003: Platz 1
- ESL opening Cup 2003: Platz 2
- ET Germany Cup 2003: Platz 1
- Multiplay.uk Cup 2003: Platz 3
- ingame ET-Cup #1 2003: Platz 1
- Clanbase International Ladder 2003: Platz 1